# Conservatoire botanique national du Bassin parisien
Le Conservatoire botanique national du Bassin parisien (CBNBP) est un établissement public français dépendant du Muséum national d'histoire naturelle. C'est un service scientifique ; en 1998, le ministère chargé de l'écologie et du développement durable lui a délivré son premier agrément en tant que « Conservatoire botanique national du Bassin parisien ». Il s'intègre ainsi dans le dispositif des Conservatoires botaniques nationaux mis en place depuis le 22 novembre 1994. Son agrément a été renouvelé pour 5 ans le 17 août 2017.
Il fait partie d’un réseau de douze Conservatoires botaniques nationaux qui ont vocation à couvrir le territoire français.
Le territoire de travail du CBNBP couvre l'Île-de-France, le Centre-Val de Loire, la Bourgogne et la Champagne-Ardenne.

## Missions
Le Conservatoire botanique national du Bassin parisien développe quatre missions différentes (citation du site officiel) :
1. « Une mission de connaissance de l'état et de l'évolution de la flore sauvage et des habitats naturels et semi-naturels. A ce titre, il réalise un inventaire de la flore (non seulement les espèces protégées, mais aussi la « flore ordinaire ») et un inventaire des végétations.
2. Une mission de conservation des espèces les plus menacées. Les espèces particulièrement en danger font ensuite l'objet d'une conservation in situ (propositions de mesures de gestion) et ex situ (constitution d'une banque de gènes).
3. Une mission d'assistance technique et scientifique auprès de l'État, de ses établissements publics, des collectivités territoriales et de leurs groupements, en matière de flore sauvage et des habitats naturels et semi-naturels.
4. Une mission d'information et d'éducation du public à la connaissance et à la préservation de la diversité végétale. Cette mission s'exerce suivant quatre axes :
  1. publications scientifiques,
  2. muséologie et sensibilisation du public,
  3. expertises,
  4. enseignement et vie universitaire. ».

## Territoire de travail
Le territoire de travail du CBNBP couvre l'Île-de-France, le Centre-Val de Loire, la Bourgogne et la Champagne-Ardenne.